# El Comte
El Comte es un pueblo del municipio leridano de Bajo Pallars, en el sur de la comarca del Pallars Sobirá. Situado al N de Gerri de la Sal, a pie de la carretera N-260, junto al desvío que conduce a Balestui, Sellui y Ancs, y en la orilla derecha del río Noguera Pallaresa, en la confluencia con este del Río de Ancs. Cuenta con la iglesia abandonada y desafectada de Ntra. Sra. del Carmen, que dependía de la de Peramea, a cuyo antiguo municipio perteneció hasta 1969.

## San Esteban de Perabella
De este antiguo monasterio, del cual ya tenemos referencias escritas en documentos del siglo IX, poco se sabe más allá de los escritos en que aparece su nombre. Fue posesión del monasterio de Gerri y posiblemente estuviera situado en alguna de las cavidades rocosas que hay en la orilla izquierda del río de Ancs.

## El Comte en el Madoz
El Comte aparece citado en el Diccionario geográfico-estadístico-histórico de España y sus posesiones de Ultramar, obra de Pascual Madoz. Por su gran interés documental e histórico, se transcribe a continuación dicho artículo sin abreviaturas y respetando la grafía original. 

COMPTE DE PALLAS: Aldea en la provincia de Lérida (25 horas), partido judicial de Sort (3), audiencia territorial y capitania general de Cataluña (Barcelona 46), abadiato de Gerri (¼), ayuntamiento de Peramea (1): SITUADA en un pequeño llano rodeado de montañas y bañando su pie por la derecha en el lado norte el rio Noguera Pallaresa: le combaten los vientos de norte y este y el CLIMA templado, produce catarros, inflamaciones y apoplegias. Tiene 12 CASAS que forman una calle y una pequeña plaza, y una iglesia Nuestra Señora del Carmen, aneja de Peramea: los niños de este pueblo concurren á la 
escuela de Gerri, y sus vecinos se surten de agua del rio mencionado. Confina el TÉRMINO norte Escos; este y sur Gerri, y oeste Peramea: cruza por él, el espresado Noguera Pallaresa que corre junto á las mismas casas, separado solamente de ellas por la 
carretera principal que conduce á la capital de la provincia y valle de Aran: á espaldas del pueblo por su izquierda, pasa el arroyo llamado de Compte, que nace en las montañas de Anchs distando 3 horas de su origen: es violento en sus avenidas y junto al mismo pueblo desagua en el citado Noguera: con el agua de este arroyo se riegan algunos prados situados á su derecha llamados de Cuberas: el TERRENO es 
escabroso y de baja calidad hallándose en él dos montes que tienen algunos pinos, romeros y bojes, uno al norte y otro al oeste. CAMINOS conducen a Peramea y Gerri, el primero malísimo y el segundo en mediano estado, comparado con los del país: La CORRESPONDENCIA la reciben de la carteria de Gerri. PRODUCTOS: trigo, centeno, patatas, judías y frutas: la mayor cosecha es la del trigo y centeno: se cria ganado cabrio y un poco de vacuno: y hay caza de conejos, perdices y liebres, y pesca de truchas, anguilas y barbos. COMERCIO: algunos arrieros que esportan las producciones del pais á Gerri y otros puntos, e importan los artículos de que carecen. POBLACION, RIQUEZA y CONTRIBUCION: con Peramea (Véase). 
PRESUPUESTO MUNICIPAL 80 reales que se cubren con el producto de propios y arriendo del meson.